# COX10
COX10 (англ. COX10, heme A:farnesyltransferase cytochrome c oxidase assembly factor) – білок, який кодується однойменним геном, розташованим у людей на короткому плечі 17-ї хромосоми. Довжина поліпептидного ланцюга білка становить 443 амінокислот, а молекулярна маса — 48 910.
| 10         |  | 20         |  | 30         |  | 40         |  | 50         |
| ---------- |  | ---------- |  | ---------- |  | ---------- |  | ---------- |
| MAASPHTLSS |  | RLLTGCVGGS |  | VWYLERRTIQ |  | DSPHKFLHLL |  | RNVNKQWITF |
| QHFSFLKRMY |  | VTQLNRSHNQ |  | QVRPKPEPVA |  | SPFLEKTSSG |  | QAKAEIYEMR |
| PLSPPSLSLS |  | RKPNEKELIE |  | LEPDSVIEDS |  | IDVGKETKEE |  | KRWKEMKLQV |
| YDLPGILARL |  | SKIKLTALVV |  | STTAAGFALA |  | PGPFDWPCFL |  | LTSVGTGLAS |
| CAANSINQFF |  | EVPFDSNMNR |  | TKNRPLVRGQ |  | ISPLLAVSFA |  | TCCAVPGVAI |
| LTLGVNPLTG |  | ALGLFNIFLY |  | TCCYTPLKRI |  | SIANTWVGAV |  | VGAIPPVMGW |
| TAATGSLDAG |  | AFLLGGILYS |  | WQFPHFNALS |  | WGLREDYSRG |  | GYCMMSVTHP |
| GLCRRVALRH |  | CLALLVLSAA |  | APVLDITTWT |  | FPIMALPINA |  | YISYLGFRFY |
| VDADRRSSRR |  | LFFCSLWHLP |  | LLLLLMLTCK |  | RPSGGGDAGP |  | PPS        |

A: Аланін

C: Цистеїн

D: Аспарагінова кислота

E: Глутамінова кислота

F: Фенілаланін

G: Гліцин

H: Гістидин

I: Ізолейцин

K: Лізин

L: Лейцин

M: Метіонін

N: Аспарагін

P: Пролін

Q: Глутамін

R: Аргінін

S: Серин

T: Треонін

V: Валін

W: Триптофан

Кодований геном білок за функцією належить до трансфераз. 
Задіяний у такому біологічному процесі, як альтернативний сплайсинг. 
Локалізований у мембрані, мітохондрії.